# نشست ۱۹۷۰ اتحادیه عرب
نشست ۱۹۷۰ اتحادیه عرب این نشست در ۲۳ سپتامبر ۱۹۷۰ در قاهره، به دلیل درگیری شبه‌نظامیان فلسطینی و ارتش اردن در سپتامبر سیاه در اردن برپا شد. سوریه، عراق، الجزایر، مراکش این نشست را تحریم کردند.

## تصمیمات نشست
مشاورات منجر به آشتی رئیس شبه نظامیان فلسطینی، یاسر عرفات و پادشاه اردن، ملک حسین شد و مهم‌ترین بنود بیانهٔ به شرح زیر بود:
- پایان فوری عملیات نظامی از طرف نیروهای مسلح اردن و شبه‌نظامیان فلسطینی.
- آزادسازی بازداشت شدگان دو طرف.
- تشکیل کمیته‌ای مبنی برای نظارت بر اجرایی شدن این قرارداد.